# أيزو يوجوتشي
أيزو يوجوتشي (湯口 栄蔵) (ولد 4 يوليو 1945 - 2 فبراير 2003) هو لاعب كرة قدم ياباني شارك في دورة الألعاب الأولمبية الصيفية عام 1968 وفاز الميدالية البرونزية.

## روابط خارجية
- أيزو يوجوتشي على موقع الاتحاد الدولي (مؤرشف)  (الإنجليزية)
- أيزو يوجوتشي على موقع ناشيونال فوتبول تيمز (الإنجليزية)
- أيزو يوجوتشي على موقع عالم كرة القدم.نت (الإنجليزية)
- أيزو يوجوتشي على موقع أوليمبيديا (الإنجليزية)

1. ↑  "معلومات عن أيزو يوجوتشي على موقع sports-reference.com". sports-reference.com. مؤرشف من الأصل في 2019-05-08.
2. ↑  "معلومات عن أيزو يوجوتشي على موقع static.fifa.com". static.fifa.com. مؤرشف من الأصل في 2019-12-09. اطلع عليه بتاريخ 2019-05-11.
3. ↑  "معلومات عن أيزو يوجوتشي على موقع national-football-teams.com". national-football-teams.com. مؤرشف من الأصل في 2016-03-05.

- Japan Football Association official site